# Nakahara Mai
Nakahara Mai (中原 麻衣 Trung Nguyên Ma Y, sinh ngày 23 tháng 2 năm 1981) là một seiyū đến từ thành phố Kitakyushu, tỉnh Fukuoka, Nhật Bản, hiện đang làm việc cho I'm Enterprise. Cô làm việc cùng với seiyū Shimizu Ai trong tám bộ anime mà hấu hết các nhân vật do họ lồng tiếng trong đó có mối liên hệ chặt chẽ với nhau: DearS, Kage Kara Mamoru!, My-HiME, My-Otome, My-Otome Zwei, Please Twins!, Sola, Strawberry Panic! và cũng trong drama CD của Lucky Star.

## Vai lồng tiếng
Các vai chính được in đậm.

### Anime
2002
- Mirmo! (Minami Kaede)[1]
- Seven of Seven (Nanasama)[2]
- Spiral: The Bonds of Reasoning (Shiranagatani Sayoko)

2003
- .hack//Legend of the Twilight Bracelet (Kunisaki Rena)[3]
- Daphne in the Brilliant Blue (Mizuki Maia)[4]
- Gankutsuou (Beppo/Peppo)[5]
- Godannar (Aoi Anna)[6][7]
- Gunparade Orchestra (Koumi Nami)
- Kaleido Star: New Wings (Wong May)[8]
- Maburaho (Yamase Chihaya)[9]
- Mouse (Kakio Hazuki)[10]
- Mythical Detective Loki Ragnarok (Skuld)
- Onegai Twins (Miyafuji Miina)[11]
- Popotan (Asuka)[12]
- Wandaba Style (Natsuwa Himawari)[13]

2004
- DearS (Miu)[14][15]
- Gravion, Gravion Zwei (Ena)[16]
- Midori no Hibi (Kasugano Midori)[17]
- My-HiME (Tokiha Mai)[18]

2005
- Amaenaideyo (Nanbu Chitose)[19]
- Boku wa Imōto ni Koi o Suru (Iku)[20]
- Happy Seven (Sarasugawa Kiku "Okiku")[21]
- My-Otome (Tokiha Mai)[22]

2006
- Higurashi no Naku Koro ni (Ryugū Rena)[23]
- Kage Kara Mamoru! (Konnyaku Yuna)[24][25]
- Lovely Idol (Kiryū Kotoha)[26]
- Magikano (Maika Yoshikawa)[27]
- Strawberry Panic! (Aoi Nagisa)[28][29]
- Tactical Roar (Misaki Nanaha)[30]
- The Wallflower (Kasahara Noi)[31]
- Utawarerumono (Yuzuha)[32][33]

2007
- CLANNAD (Furukawa Nagisa)[34]
- Higurashi no Naku Koro ni Kai (Ryugū Rena)[23]
- Idolmaster Xenoglossia (Akizuki Ritsuko)[35]
- Kamichama Karin (Hanazono Karin)[36]
- Magical Girl Lyrical Nanoha StrikerS (Teana Lanster)[37]
- Myself; Yourself (Hoshino Asami)[38]
- Sola (Morimiya Aono)[39]

2008
- Blassreiter (Snow)[40]
- CLANNAD ~After Story~ (Furukawa Nagisa)[41]
- Kannagi: Crazy Shrine Maidens (Ōkōchi Shino)[42]
- Kyouran Kazoku Nikki (Sakurai Chieri)
- Persona: Trinity Soul (Morimoto Kanaru)[43]
- Spice and Wolf (Nora Arendt)[44]
- Vampire Knight (Kurenai Maria)
- Vampire Knight Guilty (Kurenai Maria)[45]

2009
- Chrome Shelled Regios (Felli Loss)[46]
- Denpa teki na Kanojo (Kishima Yukihime)
- Higurashi no Naku Koro ni Rei (Ryugū Rena)[47]
- Tears to Tiara (Morgan)[48]
- Saki (Miyanaga Teru)
- Taishō Baseball Girls (Ogasawara Akiko)[49]
- Sora Kake Girl (Aleida, Shishido Kagura)

2010
- Angel Beats! (Otonashi Hatsune)
- Durarara!! (Niekawa Haruna)
- Katanagatari (Yasuri Nanami)[50]
- Fairy Tail (Juvia Loxar)
- Ladies versus Butlers! (Sernia Iori Flameheart)[51]
- Otome Yōkai Zakuro (Zakuro)
- Seikon no Qwaser (Eva-Q)

### Trò chơi điện tử
- 11 Eyes CrossOver (Azuma Shione)
- Higurashi no Naku Koro ni (Ryugū Rena)
- CLANNAD (Furukawa Nagisa)
- Gokuraku Parodius (Hikaru)
- La Pucelle: Tactics (Prier)
- Rune Factory 3 (Kuruna)
- Sonic and the Secret Rings (Shahra the Ring Genie)
- Soul Nomad & the World Eaters (Tricia)
- Symphonic Rain (Arietta Fine, Tortinita Fine)
- Tales of Vesperia (Estellise)
- Tokimeki Memorial 4 Mobile (Inokura Kiho)
- Yggdra Union: We'll Never Fight Alone (Yggdra)
- Blaze Union: Story to Reach the Future (Aegina, Luciana, Yggdra)
- Gloria Union (Yggdra, Henrietta)
- Black Rock Shooter: The Game (Mii)
- The King Of Fighters XIV (Nakoruru)
- Sdorica: The story unfolds (Hestia) (Fatima Eaglefeather)
- Honkai Impact 3rd (Seele Vollerei)
- Arena of Valor (Tel'Annas) (Dimension Breaker)
- Honkai: Star Rail (Seele)

### Drama CD
- Rakka Ryūsui (Hayama Akiho)
- Lucky Star (Hiiragi Tsukasa)
- S.L.H Stray Love Hearts! (Kozue Hiyoki)
- Yggdra Unison Drama CD (Yggdra)

## CD

### Đĩa đơn
- 3 tháng 11 năm 2004: "Romance"
- 2 tháng 3 năm 2005: "Etude"
- 8 tháng 2 năm 2006: "Futaribocchi / Monochrome"
- 23 tháng 5 năm 2007: "ANEMONE / Sazanami no Koe" (ca khúc chủ đề mở đầu của Kamichama Karin)
- 30 tháng 9 năm 2009: "Sweet Madrigal"
- 10 tháng 2 năm 2010: "My Starry Boy" (ca khúc kết thúc trong anime Ladies versus Butlers)

### Album
- 4 tháng 2 năm 2004: Homework (album nhỏ)
- 11 tháng 5 năm 2005: Mini Theater
- 27 tháng 9 năm 2006: Fantasia (album nhỏ)
- 25 tháng 6 năm 2008: Metronome Egg
- 22 tháng 9 năm 2010: Suisei Script